# Andreas Kommerell

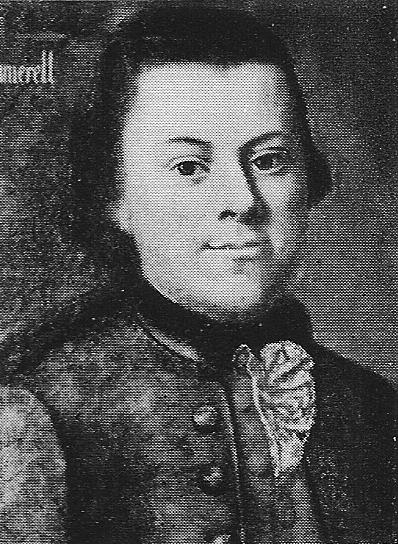
Andreas Kommerell (Fragment eines Gemäldes, um 1770)

Andreas Kommerell (* 8. Juni 1741 in Nellingsheim bei Rottenburg; † 6. Mai 1824 in Stuttgart) war ein Gastwirt in Tübingen, der außerdem das Amt des Reichsposthalters innehatte. Er war zudem ein langjähriger Ratsverwandter beziehungsweise Gerichtsverwandter.

## Leben
Andreas Kommerell war das fünfte Kind des Metzgers und Ulmer Boten Johann Adam Kommerell (1711–1771) und dessen Frau, Anna geb. Kientzlin (1703–1776), einer Tochter des Nellingsheimer Schultheißen, die in erster Ehe mit Johann Jakob Hörmann, ein Bauer in Nellingsheim, verheiratet war. Kommerell hatte sechs Geschwister, wovon nur drei die Kindheit überlebten.

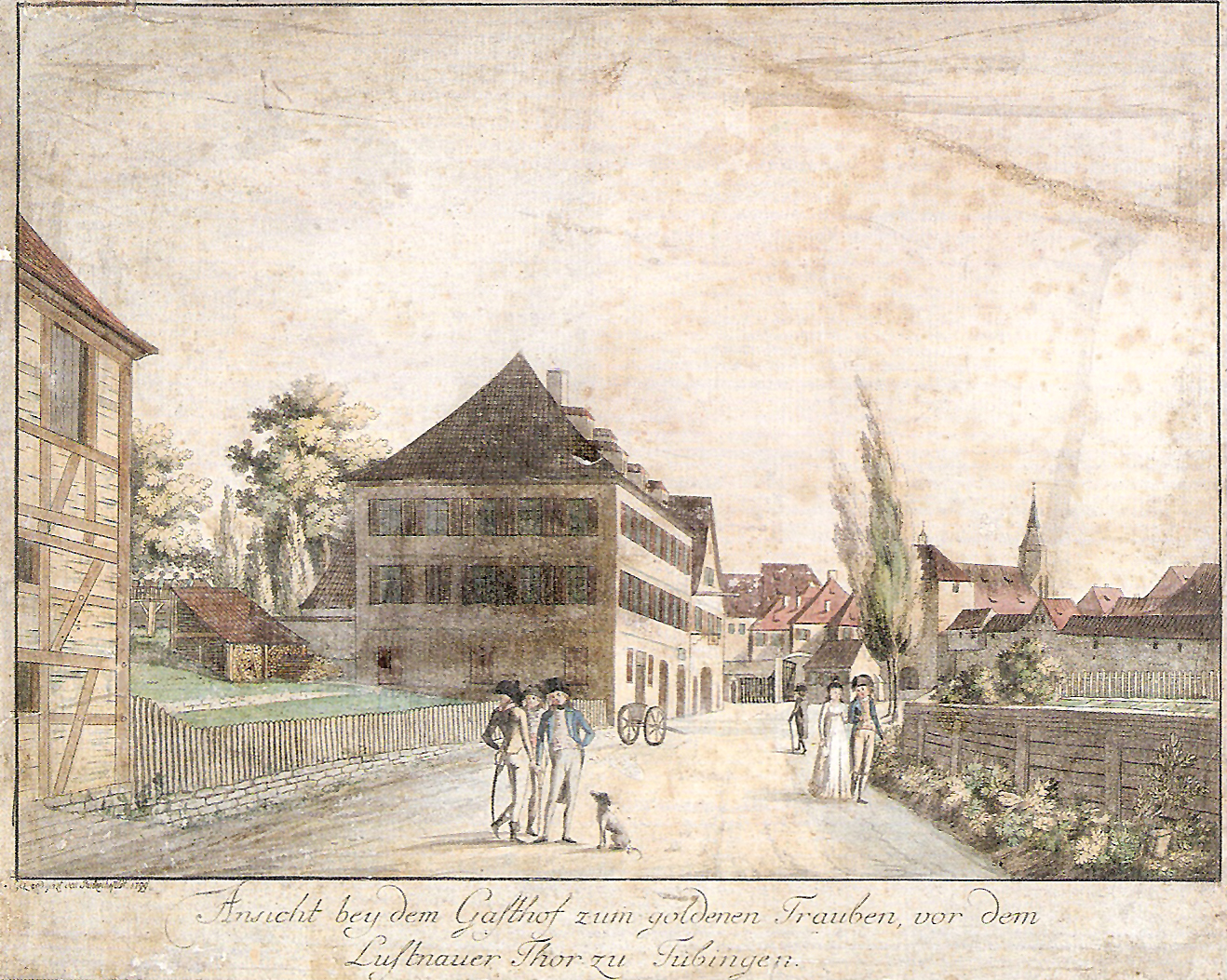
Gasthof »Zum Goldenen Trauben« an der heutigen Wilhelmstraße vor dem Lustnauer Tor, das im Hintergrund sichtbar ist. Aquarelerierte Radierung von Johann Christian Partzschefeldt, 1799.

Andreas Kommerell heiratete am 17. September 1765 Maria Barbara Weimer (* 6. August 1747), eine Tochter des Tübinger Klostermetzgers und Metzgerzunftobermeisters Johann Jakob Weimer. Innerhalb der 26 Jahren (zwischen 1767 und 1793) gebar sie fünfzehn Kinder. Andreas Kommerell hatte schon als Kind Umgang mit Fleischverarbeitung und lernte den Beruf vom Vater. Er entwickelte sich allerdings zum Gastwirt – führte zunächst die Gaststätte „Zum Ochsen“. Da bereits sein Vater nebenbei im Postwesen tätig war, bewarb er sich erfolgreich um Lizenz eines kaiserlichen Reichsposthalters und führte die Post in Tübingen. Dies war eine Fortführung und Erweiterung der Tätigkeit seines Vaters. Am Anfang der 1790er Jahre übergab er diese Gaststätte seinem Sohn Johann Andreas Kommerell und übernahm selbst die Gaststätte „Zur goldenen Traube“ vor dem Lustnauer Tor.
Kommerell galt als ein sehr kluger Mann und bereits mit 30 Jahren – 1771 – wurde er zum Ratsverwandten gewählt. 1788 stieg er zum Gerichtsverwandten auf und hatte dieses Amt bis 1817 inne, war also 46 Jahre Mitglied des Magistrats, allerdings ohne seinen eigentlichen Beruf als Gastwirt zu vernachlässigen.
Am Anfang der 1790er nahm er in seinen Haushalt die zwei Töchter seines jüngeren verwitweten Freundes Johann Friedrich Kierecker Christiane Hedwig Johanna und Wilhelmine Heinrike. Als seine Frau am 3. Oktober 1801 an einer Unterleibsentzündung starb, blieb er mit elf überlebten Kindern allein. Er heiratete nicht mehr und lebte weiter in Tübingen, starb jedoch während eines Aufenthaltes bei seiner Tochter Jakobine Agathe in Stuttgart an „Stick- und Schlagfluss“, d. h. Atmungsproblemen infolge des Schlaganfalls im Alter von knapp 83 Jahren. Er wurde am 9. Mai beerdigt. Die Grabrede hielt der Stiftsdiakonus Mag. Gerock.

## Kinder
Der Geburts- und Sterbeort ist in allen Fällen, die nicht explizite genannt sind, Tübingen.
- Johann Andreas (26. Juni 1767; † 16. September 1817)
- Jakob Friedrich (21. Juni 1768; † 2. April 1832), Handelsmann in Tübingen
- Friederike Barbara (15. Juli 1769; † 24. Juli 1770)
- Friederike Barbara (16. September 1770; † 10. Dezember 1776)
- Luise Dorothea (15. August 1772; † im 19. Jahrhundert wohl in Weilheim an der Teck), ⚭ 7. April 1796 Christoph Ferdinand Harpprecht, Pfarrer in Kusterdingen
- Jakobine Agathe (* 1. Mai 1773), ⚭ 27. Dezember 1800 Johann Georg Heß, Rothauswirt in Stuttgart
- Heinrich Friedrich (29. Oktober 1774; † 16. März 1850), Goldschmied und Silberarbeiter in Tübingen
- Christiane Barbara (* 15. August 1776), ⚭ 19. Juli 1803 Elias Georg Paul Weißbeck, Gastwirt „Zum goldenen Rad“ in Ulm
- Carl Friedrich (4. März 1778; † 31. März 1852), Bäcker, Traiteur und Bierbrauer in Tübingen
- Friederike (7. Dezember 1779; † 15. Mai 1845), ⚭ 23. November 1813 Wilhelm Friedrich Keppler, Oberförster in Einsiedel
- Wilhelm (8. Juni 1781; † 6. Juli 1829), Gastwirt und Posthalter in Tübingen
- Christian Gottlieb (1. April 1783; † 1. Juli 1855), Konditor und Kaufmann in Tübingen
- Heinrika Rosina (21. März 1785; † 26. Mai 1786)
- Ludwig Ferdinand (5. November 1786; † 11. August 1789)
- Ludwig Ferdinand (8. März 1793; † 6. Juli 1865 in Ulm), Gastwirt in Tübingen